# Teresa Lisbon
 (août 2025).
Pour les articles homonymes, voir Lisbon.
Teresa Lisbon est un personnage de fiction de la série télévisée américaine Mentalist, interprété par l'actrice Robin Tunney. Elle est le chef du groupe d'enquête sur les crimes graves du CBI. Au milieu de la saison 6, après la dissolution du CBI et la mort de John le Rouge, elle deviendra 2 ans après agent spécial du FBI grâce à Patrick Jane.
Son nom est dérivé de celui de Therese Lisbon, l'une des protagonistes du roman Virgin Suicides paru en 1993.

## Biographie fictive
Sa mère a été tuée par un chauffeur ivre lorsqu'elle avait 12 ans. Son père devient alcoolique et se suicide quelque temps après. Elle devient alors responsable de ses frères. Lisbon révèle à son psychiatre que sa mère est morte lorsqu'elle était âgée de 12 ans et que son père la frappait elle et ses trois frères.
Un de ses frères s'appelle Tommy et sa nièce Annabeth (plus couramment appelée Annie). On apprend plus tard que son autre frère s'appelle James et que sa mère était infirmière et son père pompier. Elle a été élevée à Chicago. Elle a fait ses études à San-Francisco et quand sa famille lui manquait elle écoutait en boucle un cd de jazz (saison 4 - 24h pour convaincre). On apprend aussi qu'elle est fan des Spices Girls et que sa chanson favorite est: More Than Words du groupe Extreme.
À la fin du premier épisode de la sixième saison, elle se fait piéger par John le Rouge. Au début du deuxième épisode de la sixième saison, elle parvient à sortir du piège de John le Rouge grâce à Patrick et aussi parce qu'elle avait donné sa localisation.

## Relations
Dans la première saison, Lisbon n'a pas de petit ami, mais elle est en bonne relation avec Patrick Jane, même si elle est souvent agacée par son comportement et ses méthodes non conventionnelles.
Dans la deuxième saison, elle rencontre Walter Mashburn, un homme très riche qui tombe amoureux d'elle.
Il réapparaît dans la troisième saison et Lisbon le rejette, mais les deux finissent par coucher ensemble. Mashburn part ensuite en voyage en Europe pour deux mois. Les créateurs de la série admettent que Jane et Lisbon ont de l'attirance l'un pour l'autre et ne savent pas encore s'il y aura une relation amoureuse qui se développera entre eux.
Dans la saison 4, lors d'une affaire, Greg Tayback est suspecté de meurtre. On découvre alors que Greg était l'amour de jeunesse de Teresa qu'elle a quitté car elle ne se sentait pas prête à s'engager. Tayback a refait sa vie et est père de 3 filles.
Durant la cinquième saison, elle semble jalouse de Lorelei Martins.
Elle s'est rapprochée de Patrick dans la traque sur John Le Rouge et comprend ses envies de vengeance. Après la mort de ce dernier elle se rapproche encore plus de lui jusqu'à le soutenir, le protéger, mentir aux autres sur l'endroit où il se trouve et reste en contact après sa disparition, durant laquelle Jane lui envoie des lettres.
Elle entretient de bonnes relations avec le reste de son équipe.
Au cours de la saison six, elle rencontre l'agent Marcus Pike (épisode 16) et commence à sortir avec lui à partir de l'épisode 17. Elle le quittera pour aller avec Jane dans l'épisode 22.

## Relation avec Patrick Jane
Au début de la saison 1, Lisbon ne lui fait pas du tout confiance car il sème la pagaille dans les enquêtes en étant impliqué dans la mort du meurtrier ou en le poussant à se suicider. Mais au fil des épisodes, elle le considère comme un membre à part entière et elle est amusée par ses blagues ou tours de magie qu'il lui propose. Un an après avoir perdu sa femme et sa fille, Lisbon voit un jour l'arrivée de Jane au CBI et elle est inquiète de le voir s'immiscer dans l'enquête mais elle s'aperçoit que Jane a des dons et qu'elle a besoin de lui pour résoudre l'enquête et les enquêtes qui suivront.
Quand Jane a été viré du CBI, il y a 6 mois, elle ne dort plus du tout et elle s'inquiète profondément; elle est prête à tout, même à désobéir aux ordres de ses supérieurs pour l'aider à retrouver puis coincer John Le Rouge mais lui dit que s'il devait tuer ce dernier, elle serait obligée de l'arrêter.
Au fil des années, elle semble avoir de plus en plus de sentiments envers son consultant jusqu'à ce que dans le dernier épisode de la saison 5, un ami de Patrick lui dit: " Vous étiez dans votre lit à penser tendrement à Patrick, vous êtes un peu amoureuse de lui, mais c'est un homme secret qui veut tout contrôler et que ça doit être dur". On voit sur son visage sa réaction et qu'il a entièrement raison dans ces propos.
Au début de la saison 6, elle fait tout pour aider Jane même à lui cacher ses plans pour l'aider à attraper John Le Rouge, puis est contente de le retrouver quand elle se fait enlever par ce dernier ou quand il se rend chez quelqu'un, elle veut savoir où il est car elle sait que Jane est une cible pour John Le Rouge, alors qu'elle ne prend pas ces précautions pour ses autres agents. Dans l'épisode 6 de la saison 6, Jane lui dit: " Je veux vous remercier pour tout ce que vous avez fait. Vous n'avez pas idée de ce que vous représentez pour moi.", Puis ils s'enlacent  au bord de la plage au coucher du soleil. Jane et Lisbon deviennent ensuite collègues dans la même équipe du FBI.
Au fil des années et dans la Saison 6, Lisbon connait Jane sur le bout des doigts et connait pratiquement tous ses tours de passe-passe. Dans l'épisode 14 de la saison 6, Wayne Rigsby fait un aveu à Patrick : « Tu sais, Grace et moi, on a toujours pensé que vous finiriez ensemble ». Patrick ne montre pas d'émotion mais baisse le regard, ce qui nous montre que Teresa est loin d'être indifférente à ses yeux. Tout s'accélère lorsque Lisbon fait la rencontre de Marcus Pike qui deviendra rapidement son petit ami.
Celui-ci lui demande de déménager à Washington avec lui. Indécise, Lisbon se rend compte peu à peu qu'elle préférerait que Jane la retienne, mais celui-ci semble ne pas oser dévoiler ses sentiments, lui disant simplement que la chose la plus importante pour lui est qu'elle soit heureuse.
En parallèle, une certaine jalousie et une grande tristesse se développe chez lui. Lisbon doit faire un choix : partir avec Pike ou rester avec Jane. Dans l'épisode final de la saison 6, à la suite d'une dispute avec Jane, Lisbon choisit de partir avec Pike mais au dernier moment Jane la retient et lui avoue ses sentiments. Lisbon décidera finalement de rester avec lui et lui dit qu'elle ressent la même chose. Ils s'embrassent à la fin de l'épisode.
Dans le final de la série, Jane et Lisbon se marient et Lisbon annonce à son époux qu'elle est enceinte, discrètement.

## Personnalité
Lisbon est intelligente, spirituelle, sarcastique et quelquefois impatiente. Elle est courageuse, prête à se mettre en danger pour protéger les membres de son équipe. C'est une personne qui aime respecter les règles, autoritaire qui gère son équipe avec une poigne de fer. Pourtant elle reste à l'écoute de ses subordonnés.
Elle enfreint souvent les lois en faveur de Jane et parfois le protège.
Mais au fil du temps et après avoir appris à connaître Patrick, Teresa se laisse aller à quelques écarts de conduite qu'elle s'était fixée au départ.